# Giampaolo Sgura
Giampaolo Sgura (Fasano, 7 agosto 1974) è un fotografo italiano.
Lavora con diverse riviste e periodici di moda, scattando foto per le copertine di Vogue, Teen Vogue, Allure, GQ e Interview.

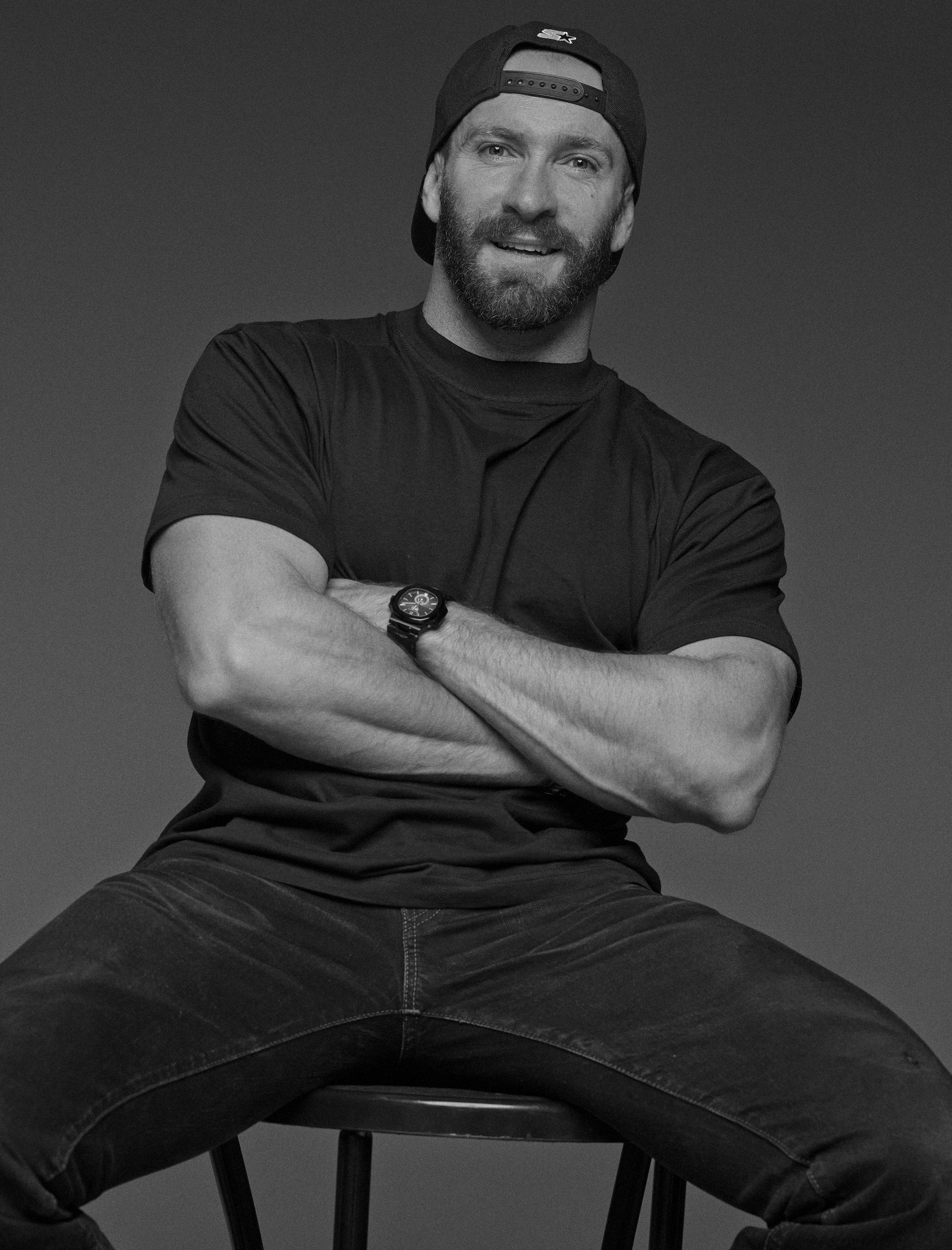
Giampaolo Sgura

## Biografia
Nato a Fasano, in Puglia, ha studiato architettura a Milano. Inizia la sua carriera da fotografo dopo aver realizzato un reportage per la rivista Glamour. È stato citato da Richard Avedon e Irving Penn.
Ha fotografato per diversi marchi, tra cui Dolce & Gabbana, Roberto Cavalli, La Perla, Moschino, Versace e Zegna. Alcuni clienti per cui ha lavorato sono Max Mara, Pierre Balmain, Romeo Gigli Armani, Gucci, Blufin, Reebok, Neiman Marcus e Revlon.